# Erik Mørk
Erik Dannemand Mørk (født 3. december 1925 i København, død 27. januar 1993) var en dansk skuespiller.
Han debuterede på Det kongelige Teater i 1949 efter at have gennemgået elevskolen. Han var skuespiller ved Det kongelige Teater til 1955 og igen fra 1963. I den mellemliggende periode var han ansat på Det Ny Teater. Han er bedst kendt for de alvorlige roller (som Strindberg og Lorca), som kom til udtryk i mange teaterroller samt optræden i både radio og tv.
Han levede i en periode i 1960'erne papirløst sammen med kollegaen Susse Wold, med hvem han har sønnen Christian Mørk. Forholdet gik i stykker, skriver Susse Wold i selvbiografien "Fremkaldt", da han fandt ud af, at han var bøsse.
Erik Mørk var i forbindelse med en provinsturné impliceret i en alvorlig trafikulykke i efteråret 1992, hvis følger han aldrig overvandt.
Han var Ridder af 1. grad af Dannebrogordenen.

## Filmografi i udvalg
- Susanne – 1950
- Lyntoget – 1951
- Som sendt fra himlen – 1951
- To minutter for sent – 1952
- Ballerina – 1965
- Slap af, Frede – 1966
- Tjærehandleren – 1971
- Hærværk – 1977
- Himmel og helvede – 1988
- Europa – 1991
- Den russiske sangerinde – 1993